# Mùa bão Đại Tây Dương 2024
Mùa bão Đại Tây Dương 2024 là một mùa bão đang diễn ra ở Đại Tây Dương, phía Bắc xích đạo trong năm 2024. Hằng năm mùa bão chủ yếu diễn ra từ khoảng tháng 6 đến tháng 11, trong đó các xoáy thuận nhiệt đới tập trung nhiều nhất vào tháng 9 do môi trường rất thuận lợi như nhiệt độ nước biển nóng nhất trong năm, gió cắt yếu... Có rất ít xoáy thuận nhiệt đới hình thành trong khoảng thời gian từ tháng 12 đến tháng 5 tại đây do môi trường bất lợi để bão có thể phát triển. Người ta dự đoán rằng, mùa bão 2024 có thể hoạt động mạnh hơn bình thường.
Cơn bão thứ hai của mùa, bão Beryl, là một cơn bão bão lớn cực kỳ hiếm gặp vào cuối tháng 6, siêu bão cấp 5 của Đại Tây Dương sớm nhất được ghi nhận, và chỉ là cơn bão thứ hai đạt cấp độ này được ghi nhận vào tháng 7. Tiếp theo là bão nhiệt đới Chris (2024)|Bão Nhiệt Đới Chris, cơn bão hình thành vào ngày cuối cùng của tháng 6 và nhanh chóng đổ bộ vào Veracruz. Hoạt động sau đó đã giảm xuống ở khu vực này trong hầu hết tháng 7 sau khi Beryl tan rã, với không có cơn bão nhiệt đới mới nào hình thành do sự hiện diện của Sahara air layer (SAL) trên hầu hết Đại Tây Dương. Vào đầu tháng 8, Bão Debby phát triển ở Vịnh Mexico trước khi đổ bộ vào Florida và Nam Carolina. Ngay sau đó, Bão Ernesto đã ảnh hưởng đến Quần đảo nhỏ, Puerto Rico, và Bermuda vào giữa tháng 8. Sau một thời gian ngắn hoạt động không bình thường vào cuối tháng 8 và đầu tháng 9, Bão Francine hình thành ở Vịnh, sau đó đổ bộ vào Louisiana. Vào ngày 24 tháng 9, Bão Helene  hình thành trên biển Caribbean phía tây trước khi di chuyển về phía khu vực Big Bend của Florida. Nó đã đổ bộ vào đó vào ngày 26 tháng 9, với cường độ cấp 4, trước khi di chuyển vào đất liền và tan rã ở trung tâm Appalachia. Vào ngày 29 tháng 9, Bão Kirk hình thành ở Đông Đại Tây Dương và nhanh chóng tăng cường thành một cơn bão cấp 4 trước khi đổ bộ vào châu Âu dưới dạng một cơn bão hậu nhiệt đới vào ngày 9 tháng 10. Vào ngày 5 tháng 10, Bão Milton hình thành ở Vịnh Mexico và nhanh chóng tăng cường thành siêu bão cấp 5 thứ hai của mùa bão, trở thành cơn bão Đại Tây Dương mạnh nhất kể từ Wilma năm 2005 tính theo áp suất khí quyển và mạnh nhất kể từ Dorian năm 2019 tính theo tốc độ gió. Milton sau đó đã đổ bộ gần Siesta Key, Florida vào ngày 9 tháng 10, ở cường độ bão cấp 3.
Tính đến ngày 9 tháng 10, có ít nhất 335 người thiệt mạng và hơn 190 tỷ USD thiệt hại, chủ yếu từ Milton và Helene. Cho đến nay, năm cơn bão đã đổ bộ vào Hoa Kỳ, ba cơn trong số đó đã đổ bộ vào Florida .

## Dòng thời gian
| Thang bão Đại Tây Dương |      |     |    |    |    |    |    |
| TNXTNĐ                  | ATNĐ | BNĐ | C1 | C2 | C3 | C4 | C5 |

## Danh sách bão

### Bão Ernesto
Do ảnh hưởng của bão Ernesto, tại Bảo tàng Quốc gia Bermuda (độ cao 22m) ghi nhận sức gió duy trì trong 2 phút đạt 77 kn (143 km/h) và gió giật đạt 95 kn (176 km/h), tương ứng với sức gió cấp 13 giật cấp 15 trên thang sức gió Beaufort.

### Bão Francine
Vào ngày 26 tháng 8, NHC đã lưu ý rằng một khu vực áp suất thấp có thể hình thành ở Trung Đại Tây Dương nhiệt đới. Hai ngày sau, họ bắt đầu theo dõi một sóng nhiệt đới tạo ra những cơn mưa không tổ chức. Ban đầu, những cơn mưa từ sóng này tập trung nhiều hơn dọc theo trục của nó, trở nên có tổ chức hơn vào ngày 31 tháng 8. Tuy nhiên, một môi trường không thuận lợi cho sự phát triển đã khiến sóng này trở nên không có tổ chức. Một vài ngày sau, vào ngày 7 tháng 9, sóng này đã vượt qua Vịnh Campeche, trở thành một khu vực áp suất thấp vào ngày hôm sau. Do mối đe dọa sắp xảy ra của hệ thống đối với đất liền, nó đã được chỉ định là Bão Nhiệt đới Tiềm năng Sáu lúc 21:00 UTC ngày 8 tháng 9. Tốc độ gió mạnh hơn trong hệ thống đã được tăng cường bởi một gió chướng gần Sierra Madre Oriental. Sáng hôm sau, sự rối loạn đã tổ chức lại thành Bão Nhiệt đới Francine. Khi hệ thống di chuyển trong vịnh, đường đi của nó có xu hướng về phía đông do một hệ thống áp suất cao ở Florida. Nhân tâm của Francine tiếp tục tổ chức, trở thành bão lúc 03:00 UTC ngày 11 tháng 9. Khi Francine tiếp tục di chuyển về phía đông bắc, sự gia tăng nhanh chóng đã diễn ra. Mặc dù có sự gia tăng liên tục của cường độ gió, Francine đã tăng cường thành bão cấp 2 ngay phía nam Louisiana, đạt đến cường độ đỉnh 100 mph (155 km/h).

### Bão Helene
Vào ngày 17 tháng 9, NHC đã lưu ý rằng sự hình thành cơn bão nhiệt đới có thể xảy ra ở đâu đó trong vùng biển Caribbean phía tây bắc trong vòng chưa đầy một tuần. Vài ngày sau, vào ngày 22 tháng 9, họ bắt đầu theo dõi một khu vực áp thấp rộng lớn nằm ở vùng biển Caribbean phía tây. Khi nó di chuyển qua một môi trường thuận lợi cho sự phát triển, các cơn mưa và bão liên quan đến sự rối loạn bắt đầu tập trung lại. Do mối đe dọa sắp xảy ra đối với đất liền, hệ thống này được chỉ định là Cơn bão nhiệt đới tiềm tàng số chín vào lúc 15:00 UTC ngày 23 tháng 9. Hệ thống này đã có được các đặc điểm nhiệt đới trong vòng 24 giờ tiếp theo, và được nâng cấp thành Bão Nhiệt đới Helene vào lúc 15:00 UTC ngày 24 tháng 9. Hệ thống tiếp tục mạnh lên, và vào ngày hôm sau, NHC đã nâng cấp hệ thống này thành bão. Vào ngày 26 tháng 9, Helene đã đổ bộ ngay phía đông miệng của Sông Aucilla ở Florida với cường độ cao nhất. Helene nhanh chóng yếu đi khi nó di chuyển nhanh vào đất liền trước khi suy yếu thành cơn bão hậu nhiệt đới ở Tennessee vào ngày 27 tháng 9. Hệ thống sau đó đã ngừng lại trên tiểu bang này trước khi tan rã vào ngày 29 tháng 9.

Trước khi Helene dự kiến đổ bộ, các thống đốc của Florida và Georgia đã tuyên bố tình trạng khẩn cấp do các tác động đáng kể dự kiến, bao gồm triều cường rất cao dọc theo bờ biển và gió bão có sức mạnh gió đến tận Atlanta. Cảnh báo bão cũng đã được mở rộng sâu hơn vào đất liền do sự di chuyển nhanh của Helene. Cơn bão cũng gây ra lũ lụt do mưa lớn, đặc biệt ở Tây Bắc Carolina và Đông Tennessee, và đã sinh ra nhiều cơn lốc xoáy. Tính đến ngày 6 tháng 10, tổng số khoảng 240 cái chết đã được quy cho Helene, khiến đây trở thành cơn bão chết người thứ hai tấn công lục địa Hoa Kỳ trong vòng năm mươi năm, sau Katrina vào năm 2005 và là cơn bão chết người nhất kể từ Maria vào năm 2017.

### Bão Milton
Vào ngày 26 tháng 9, Trung tâm Bão Quốc gia (NHC) bắt đầu theo dõi khu vực Biển Caribbean để tìm kiếm sự phát triển bão nhiệt đới có thể xảy ra. Ba ngày sau, một vùng áp thấp rộng lớn hình thành ở phía tây Caribbean, tạo ra những cơn mưa và bão không có tổ chức, tuy nhiên, nó đã thoái hóa thành một rãnh mở hai ngày sau đó.
Khi rãnh rộng này bắt đầu tương tác với một front tĩnh và những phần còn lại của Áp thấp nhiệt đới Mười Một-E của mùa bão Thái Bình Dương năm 2024, một vùng áp thấp mới phát triển ở Vịnh Mexico vào ngày 4 tháng 10. Những cơn mưa và bão liên quan đến sự rối loạn này đã trở nên tổ chức tốt hơn, khiến NHC nâng cấp nó thành Áp thấp nhiệt đới Mười Bốn vào ngày hôm sau. Sự phát triển tiếp theo diễn ra và chỉ vài giờ sau đó, dữ liệu vệ tinh cho thấy áp thấp đã mạnh lên thành Bão nhiệt đới Milton. Milton đã có thể nhanh chóng tăng cường do nằm trong một môi trường rất thuận lợi và đã trở thành một cơn bão cấp 1 vào buổi chiều ngày 6 tháng 10. Bão tiếp tục mạnh lên qua đêm và vào buổi sáng, đạt cấp 4 vào sáng ngày 7 tháng 10, rồi đạt cường độ cấp 5 vào lúc 16:00 UTC ngày hôm đó.
Milton tiếp tục mạnh lên trong suốt buổi chiều, đạt sức gió 155 dặm/giờ (250 km/giờ) vào lúc 18:00 UTC cùng ngày. Ngày hôm sau, nó suy yếu thành một cơn bão cấp 4 cao cấp do chu kỳ thay thế lớp mắt; tuy nhiên, sau khi chu kỳ hoàn thành, nó nhanh chóng phục hồi trở lại cường độ cấp 5. Tuy nhiên, ngày hôm sau, nó lại suy yếu thành cơn bão cấp 4, sau đó tiếp tục suy yếu xuống cấp 3 do ảnh hưởng của gió tây nam mạnh 30–35 nút (55–65 km/giờ).
Lúc 00:30 UTC ngày 10 tháng 10, Milton đã đổ bộ gần Siesta Key , Florida với cường độ cấp 3 có sức gió 120 dặm/giờ (195 km/giờ), theo thông tin từ Trung tâm Bão Quốc gia.

## Tên bão
| - Alberto - Beryl - Chris - Debby - Ernesto - Francine - Gordon | - Helene - Isaac - Joyce - Kirk - Leslie - Milton - Nadine | - Oscar - Patty - Rafael - Sara - Tony (chưa sử dụng) - Valerie (chưa sử dụng) - William (chưa sử dụng) |